# Eleodes
Eleodes (лат.) — род жуков из семейства чернотелок (триба Amphidorini). Более 230 видов.

## Распространение
Северная Америка: США и Мексика. Большинство видов приурочено к западной части США (130 видов). Обнаружены в аридных и семиаридных участках, главным образом связанных с пустыней Сонора и окружающей её регионами. Несколько видов (подрод Eleodes (Caverneleodes), виды Eleodes nigrinus, Eleodes carbonarius obsoletus, Eleodes obscurus sulcipennis, Eleodes wynnei и другие) приспособились к жизни в пещерах (Bloomington Cave, Grand Wash Cave, Neverland Cave и другие).

## Описание
Длина тела около 2 см. Жуки буровато-чёрного цвета (от красноватого до чёрного). Один из крупнейших по числу видов и размерам род чернотелок.
Личинок этого рода часто называют «ложными проволочниками» (‘false wireworm’) из-за сходства с настоящими проволочниками, личинками жуков-щелкунов (Elateridae) (Bernett, 2008).

## Систематика
Более 230 видов. Вместе с близкими родами (Embaphion — Lariversius — Neobaphion — Nycterinus — Trogloderus) образует трибу Amphidorini в составе подсемейства Blaptinae (ранее в Tenebrioninae). Род был впервые выделен в 1829 году российским естествоиспытателем Иоганном Фридрихом фон Эшшольцем.
Виды подрода Caverneleodes Triplehorn, 1975 (12): E. easterlai — E. grutus — E. guadalupensis — E. labialis — E. leptoscelis — E. microps — E. osculans — E. reddelli — E. rugosifrons — E. sprousei — E. thomasi — E. wheeleri — E. wynnei — …